# Крістоф Галтьє
Крістоф Галтьє (фр. Christophe Galtier, нар. 28 серпня 1966, Марсель) — французький футболіст, що грав на позиції захисника. По завершенні ігрової кар'єри — футбольний тренер. З 2022 року очолює тренерський штаб команди Парі Сен-Жермен.

## Ігрова кар'єра
У дорослому футболі дебютував 1985 року виступами за команду клубу «Марсель», в якій провів два сезони, взявши участь у 52 матчах чемпіонату. 
Своєю грою за цю команду привернув увагу представників тренерського штабу клубу «Лілль», до складу якого приєднався 1987 року. Відіграв за команду з Лілля наступні три сезони своєї ігрової кар'єри. Більшість часу, проведеного у складі «Лілля», був основним гравцем захисту команди.
Згодом з 1990 по 1998 рік грав у складі команд клубів «Тулуза», «Анже», «Нім», «Марсель» та «Монца».
Завершив професійну ігрову кар'єру в китайському «Ляонін Хувін», за команду якого виступав протягом 1999 року.

## Кар'єра тренера
Розпочав тренерську кар'єру невдовзі по завершенні кар'єри гравця, 2000 року, увійшовши до тренерського штабу «Марселя», очолюваного Бернаром Казоні, з яким свого часу грав за цей клуб. У листопаді 2000 був виконувачем обов'язків головного тренера разом з Альбером Емоном.
Протягом 2001-2004 років входив до тренерських штабів грецького «Аріса» та «Бастії». 
2004 року став асистентом співвітчизника Алена Перрена в еміратському «Аль-Айні». Протягом наступних 5 років працював разом з Перреном в англійському «Портсмуті», французьких «Сошо», «Ліоні» та «Сент-Етьєні».
Наприкінці 2009 року очолив тренерський штаб команди «Сент-Етьєна». Здобув з клубом Кубок французької ліги 2012—2013 та двічі виводив команду до 1/16 фіналу Ліги Європи. У травні 2017 оголосив про рішення залишити клуб.
29 грудня 2017 призначений тренером «Лілля». У сезоні 2018/19 здобув з клубом срібні медалі Ліги 1 та вивів його до Ліги чемпіонів. За результатами сезону 2020/21 привів лілльську команду до першого за попередні десять років титулу чемпіонів Франції. 25 травня 2021 року, через два дні після здобуття титулу, пішов у відставку з посади в «Ліллі».
28 червня 2021 року призначений головним тренером «Ніцци».
5 липня 2022 року представлений як головний тренер футбольного клубу ПСЖ

## Титули і досягнення

### Як гравця
- Чемпіон Європи (U-21): 1988

### Як тренера
- Володар Кубка французької ліги (1):

«Сент-Етьєн»: 2012-13
- Чемпіон Франції (2):

«Лілль»: 2020-21
«Парі Сен-Жермен»: 2022-23
- Володар Суперкубка Франції (1):

«Парі Сен-Жермен»: 2022
- Володар Кубка зірок Катару (1):

«Ад-Духаїль»: 2024-25

### Особисті
Найкращий тренер Ліги 1: 2013, 2019, 2021